# Widnes Vikings Rugby League Football Club
Maillots
Actualités
Widnes Vikings Rugby League Football Club dit Widnes Vikings est un club professionnel anglais de rugby à XIII  basé à Widnes, dans le Cheshire. Il évolue dans la Super League qui est le championnat élite d'Angleterre. Ils ont remporté notamment trois championnats d'Angleterre et huit coupes d'Angleterre appelé la « Challenge Cup ».
Le club est fondé en 1873 en tant que club de rugby (qui devient plus tard le rugby à XV) puis participe à la fondation de la Northern Rugby Football Union (qui prend le nom plus tard de la « Rugby Football League ») en 1895 qui est à l'origine directe de la naissance du rugby à XIII. Ces dernières années, le club a pris part à trois éditions de la Super League (2002, 2004 et 2005) depuis sa création, mais depuis 2006 le club est descendu dans son antichambre - la Co-operative Championship - avant de regagner en 2012 sa place en Super League. Il évolue au Halton Stadium depuis 1895.

## Palmarès
- World Club Challenge (1):
  - Champion : 1989.
- Championnat d'Angleterre (Super League incluse) (3):
  - Champion : 1978, 1988 et 1989.
- Coupe d'Angleterre dite Challenge Cup (7):
  - Vainqueur : 1930, 1937, 1964, 1975, 1979, 1981 et 1984.
  - Finaliste : 1934, 1950, 1976, 1977, 1982 et 1993.
- Championnat du Lancashire (1)[1]:
  - Champion : 1920.
- Coupe du Lancashire (8)[1]:
  - Vainqueur : 1946, 1975, 1976, 1977, 1979, 1980 et 1991.
  - Finaliste : 1940, 1956, 1972, 1982, 1984.

- Précision :   1. 1 2  Le championnat du Lancashire s'est déroulé entre 1895 et 1974, et la coupe du Lancashire entre 1905 et 1993.

## Personnalités et joueurs notables
Un joueur des Vikings a  porté les couleurs de l'équipe de France et disputé une coupe du monde : il s'agit d'Adel Fellous qui fait partie de la sélection de 2008.

## Bilan du club toutes saisons et toutes compétitions confondues
| Année       | Année       | Saison régulière Northern Premiership                                                    | Saison régulière Northern Premiership                                                    | Saison régulière Northern Premiership                                                    | Saison régulière Northern Premiership                                                    | Saison régulière Northern Premiership                                                    | Saison régulière Northern Premiership                                                    | Saison régulière Northern Premiership                                                    | Saison régulière Northern Premiership                                                    | Phase finale Northern Premiership                                                        | Phase finale Northern Premiership                                                        | Phase finale Northern Premiership                                                        | Phase finale Northern Premiership                                                        | Phase finale Northern Premiership                                                        | Phase finale Northern Premiership                                                        | Phase finale Northern Premiership                                                        | Challenge Cup      |
| Année       | Année       | Class.                                                                                   | Points                                                                                   | MJ                                                                                       | V.                                                                                       | N.                                                                                       | D.                                                                                       | Pp.                                                                                      | Pc.                                                                                      | Perf.                                                                                    | MJ                                                                                       | V.                                                                                       | N.                                                                                       | D.                                                                                       | Pp.                                                                                      | Pc.                                                                                      | Performance        |
| Saison 1996 | Saison 1996 | 7e                                                                                       | 19                                                                                       | 20                                                                                       | 9                                                                                        | 1                                                                                        | 10                                                                                       | 413                                                                                      | 447                                                                                      | Non qualifié                                                                             | 0                                                                                        | 0                                                                                        | 0                                                                                        | 0                                                                                        | 0                                                                                        | 0                                                                                        | Demi-finale        |
| Saison 1997 | Saison 1997 | 10e                                                                                      | 12                                                                                       | 20                                                                                       | 6                                                                                        | 0                                                                                        | 14                                                                                       | 282                                                                                      | 579                                                                                      | Non qualifié                                                                             | 0                                                                                        | 0                                                                                        | 0                                                                                        | 0                                                                                        | 0                                                                                        | 0                                                                                        | Seizième de finale |
| Saison 1998 | Saison 1998 | 9e                                                                                       | 19                                                                                       | 30                                                                                       | 9                                                                                        | 1                                                                                        | 20                                                                                       | 601                                                                                      | 862                                                                                      | Non qualifié                                                                             | 0                                                                                        | 0                                                                                        | 0                                                                                        | 0                                                                                        | 0                                                                                        | 0                                                                                        | Huitième de finale |
| Saison 1999 | Saison 1999 | 3e                                                                                       | 42                                                                                       | 28                                                                                       | 21                                                                                       | 0                                                                                        | 7                                                                                        | 792                                                                                      | 415                                                                                      | Demi-finale                                                                              | 3                                                                                        | 1                                                                                        | 0                                                                                        | 2                                                                                        | 38                                                                                       | 59                                                                                       | Quart de finale    |
| Saison 2000 | Saison 2000 | 8e                                                                                       | 34                                                                                       | 28                                                                                       | 17                                                                                       | 0                                                                                        | 11                                                                                       | 698                                                                                      | 483                                                                                      | ?                                                                                        | ?                                                                                        | ?                                                                                        | ?                                                                                        | ?                                                                                        | ?                                                                                        | ?                                                                                        | Seizième de finale |
| Saison 2001 | Saison 2001 | 2e                                                                                       | 43                                                                                       | 28                                                                                       | 21                                                                                       | 1                                                                                        | 6                                                                                        | 961                                                                                      | 377                                                                                      | Champion                                                                                 | 3                                                                                        | 3                                                                                        | 0                                                                                        | 0                                                                                        | 84                                                                                       | 56                                                                                       | Seizième de finale |
| Année       | Année       | Saison régulière Super League                                                            | Saison régulière Super League                                                            | Saison régulière Super League                                                            | Saison régulière Super League                                                            | Saison régulière Super League                                                            | Saison régulière Super League                                                            | Saison régulière Super League                                                            | Saison régulière Super League                                                            | Phase finale Super League                                                                | Phase finale Super League                                                                | Phase finale Super League                                                                | Phase finale Super League                                                                | Phase finale Super League                                                                | Phase finale Super League                                                                | Phase finale Super League                                                                | Challenge Cup      |
| Année       | Année       | Class.                                                                                   | Points                                                                                   | MJ                                                                                       | V.                                                                                       | N.                                                                                       | D.                                                                                       | Pp.                                                                                      | Pc.                                                                                      | Perf.                                                                                    | MJ                                                                                       | V.                                                                                       | N.                                                                                       | D.                                                                                       | Pp.                                                                                      | Pc.                                                                                      | Performance        |
| Saison 2002 | Saison 2002 | 7e                                                                                       | 29                                                                                       | 28                                                                                       | 14                                                                                       | 1                                                                                        | 13                                                                                       | 590                                                                                      | 716                                                                                      | Non qualifié                                                                             | 0                                                                                        | 0                                                                                        | 0                                                                                        | 0                                                                                        | 0                                                                                        | 0                                                                                        | Huitième de finale |
| Saison 2003 | Saison 2003 | 9e                                                                                       | 25                                                                                       | 28                                                                                       | 12                                                                                       | 1                                                                                        | 15                                                                                       | 640                                                                                      | 727                                                                                      | Non qualifié                                                                             | 0                                                                                        | 0                                                                                        | 0                                                                                        | 0                                                                                        | 0                                                                                        | 0                                                                                        | Quart de finale    |
| Saison 2004 | Saison 2004 | 11e                                                                                      | 14                                                                                       | 28                                                                                       | 7                                                                                        | 0                                                                                        | 21                                                                                       | 466                                                                                      | 850                                                                                      | Non qualifié                                                                             | 0                                                                                        | 0                                                                                        | 0                                                                                        | 0                                                                                        | 0                                                                                        | 0                                                                                        | Seizième de finale |
| Saison 2005 | Saison 2005 | 11e                                                                                      | 13                                                                                       | 28                                                                                       | 6                                                                                        | 1                                                                                        | 21                                                                                       | 598                                                                                      | 1048                                                                                     | Non qualifié                                                                             | 0                                                                                        | 0                                                                                        | 0                                                                                        | 0                                                                                        | 0                                                                                        | 0                                                                                        | Quart de finale    |
| Année       | Année       | Saison régulière Championship                                                            | Saison régulière Championship                                                            | Saison régulière Championship                                                            | Saison régulière Championship                                                            | Saison régulière Championship                                                            | Saison régulière Championship                                                            | Saison régulière Championship                                                            | Saison régulière Championship                                                            | Phase finale Championship                                                                | Phase finale Championship                                                                | Phase finale Championship                                                                | Phase finale Championship                                                                | Phase finale Championship                                                                | Phase finale Championship                                                                | Phase finale Championship                                                                | Challenge Cup      |
| Année       | Année       | Class.                                                                                   | Points                                                                                   | MJ                                                                                       | V.                                                                                       | N.                                                                                       | D.                                                                                       | Pp.                                                                                      | Pc.                                                                                      | Perf.                                                                                    | MJ                                                                                       | V.                                                                                       | N.                                                                                       | D.                                                                                       | Pp.                                                                                      | Pc.                                                                                      | Performance        |
| Saison 2006 | Saison 2006 | 2e                                                                                       | 28                                                                                       | 18                                                                                       | 14                                                                                       | 0                                                                                        | 4                                                                                        | 729                                                                                      | 449                                                                                      | Finaliste                                                                                | 3                                                                                        | 1                                                                                        | 0                                                                                        | 2                                                                                        | 62                                                                                       | 78                                                                                       | Huitième de finale |
| Saison 2007 | Saison 2007 | 2e                                                                                       | 50                                                                                       | 20                                                                                       | 16                                                                                       | 0                                                                                        | 2                                                                                        | 740                                                                                      | 220                                                                                      | Finaliste                                                                                | 3                                                                                        | 1                                                                                        | 0                                                                                        | 2                                                                                        | 54                                                                                       | 92                                                                                       | Seizième de finale |
| Saison 2008 | Saison 2008 | 6e                                                                                       | 30                                                                                       | 20                                                                                       | 10                                                                                       | 0                                                                                        | 8                                                                                        | 453                                                                                      | 410                                                                                      | Play off 1                                                                               | 1                                                                                        | 0                                                                                        | 0                                                                                        | 1                                                                                        | 16                                                                                       | 32                                                                                       | Huitième de finale |
| Saison 2009 | Saison 2009 | 4e                                                                                       | 39                                                                                       | 20                                                                                       | 11                                                                                       | 0                                                                                        | 9                                                                                        | 649                                                                                      | 438                                                                                      | Play off 2                                                                               | 2                                                                                        | 1                                                                                        | 0                                                                                        | 1                                                                                        | 50                                                                                       | 53                                                                                       | Seizième de finale |
| Saison 2010 | Saison 2010 | 5e                                                                                       | 38                                                                                       | 20                                                                                       | 11                                                                                       | 0                                                                                        | 9                                                                                        | 619                                                                                      | 488                                                                                      | Play off 1                                                                               | 1                                                                                        | 0                                                                                        | 0                                                                                        | 1                                                                                        | 0                                                                                        | 38                                                                                       | Huitième de finale |
| Saison 2011 | Saison 2011 | 5e                                                                                       | 38                                                                                       | 20                                                                                       | 11                                                                                       | 1                                                                                        | 8                                                                                        | 555                                                                                      | 532                                                                                      | Play off 1                                                                               | 1                                                                                        | 0                                                                                        | 0                                                                                        | 1                                                                                        | 20                                                                                       | 36                                                                                       | Huitième de finale |
| Année       | Année       | Saison régulière Super League                                                            | Saison régulière Super League                                                            | Saison régulière Super League                                                            | Saison régulière Super League                                                            | Saison régulière Super League                                                            | Saison régulière Super League                                                            | Saison régulière Super League                                                            | Saison régulière Super League                                                            | Phase finale Super League                                                                | Phase finale Super League                                                                | Phase finale Super League                                                                | Phase finale Super League                                                                | Phase finale Super League                                                                | Phase finale Super League                                                                | Phase finale Super League                                                                | Challenge Cup      |
| Année       | Année       | Class.                                                                                   | Points                                                                                   | MJ                                                                                       | V.                                                                                       | N.                                                                                       | D.                                                                                       | Pp.                                                                                      | Pc.                                                                                      | Perf.                                                                                    | MJ                                                                                       | V.                                                                                       | N.                                                                                       | D.                                                                                       | Pp.                                                                                      | Pc.                                                                                      | Performance        |
| Saison 2012 | Saison 2012 | 14e                                                                                      | 12                                                                                       | 27                                                                                       | 6                                                                                        | 0                                                                                        | 21                                                                                       | 532                                                                                      | 1082                                                                                     | Non qualifié                                                                             | 0                                                                                        | 0                                                                                        | 0                                                                                        | 0                                                                                        | 0                                                                                        | 0                                                                                        | Seizième de finale |
| Saison 2013 | Saison 2013 | 10e                                                                                      | 22                                                                                       | 27                                                                                       | 10                                                                                       | 2                                                                                        | 15                                                                                       | 695                                                                                      | 841                                                                                      | Non qualifié                                                                             | 0                                                                                        | 0                                                                                        | 0                                                                                        | 0                                                                                        | 0                                                                                        | 0                                                                                        | Quart de finale    |
| Saison 2014 | Saison 2014 | 8e                                                                                       | 27                                                                                       | 27                                                                                       | 13                                                                                       | 1                                                                                        | 13                                                                                       | 611                                                                                      | 725                                                                                      | Play off 1                                                                               | 1                                                                                        | 0                                                                                        | 0                                                                                        | 1                                                                                        | 19                                                                                       | 22                                                                                       | Demi-finale        |
| Année       | Année       | Saison régulière Super League                                                            | Saison régulière Super League                                                            | Saison régulière Super League                                                            | Saison régulière Super League                                                            | Saison régulière Super League                                                            | Saison régulière Super League                                                            | Saison régulière Super League                                                            | Saison régulière Super League                                                            | Super 8 Qualifiers Super League                                                          | Super 8 Qualifiers Super League                                                          | Super 8 Qualifiers Super League                                                          | Super 8 Qualifiers Super League                                                          | Super 8 Qualifiers Super League                                                          | Super 8 Qualifiers Super League                                                          | Super 8 Qualifiers Super League                                                          | Challenge Cup      |
| Année       | Année       | Class.                                                                                   | Points                                                                                   | MJ                                                                                       | V.                                                                                       | N.                                                                                       | D.                                                                                       | Pp.                                                                                      | Pc.                                                                                      | Perf.                                                                                    | MJ                                                                                       | V.                                                                                       | N.                                                                                       | D.                                                                                       | Pp.                                                                                      | Pc.                                                                                      | Performance        |
| Saison 2015 | Saison 2015 | 9e                                                                                       | 19                                                                                       | 23                                                                                       | 9                                                                                        | 1                                                                                        | 13                                                                                       | 518                                                                                      | 565                                                                                      | 2e                                                                                       | 7                                                                                        | 5                                                                                        | 0                                                                                        | 2                                                                                        | 232                                                                                      | 70                                                                                       | Quart de finale    |
| Année       | Année       | Saison régulière Super League                                                            | Saison régulière Super League                                                            | Saison régulière Super League                                                            | Saison régulière Super League                                                            | Saison régulière Super League                                                            | Saison régulière Super League                                                            | Saison régulière Super League                                                            | Saison régulière Super League                                                            | Super 8's Super League                                                                   | Super 8's Super League                                                                   | Super 8's Super League                                                                   | Super 8's Super League                                                                   | Super 8's Super League                                                                   | Super 8's Super League                                                                   | Super 8's Super League                                                                   | Challenge Cup      |
| Année       | Année       | Class.                                                                                   | Points                                                                                   | MJ                                                                                       | V.                                                                                       | N.                                                                                       | D.                                                                                       | Pp.                                                                                      | Pc.                                                                                      | Perf.                                                                                    | MJ                                                                                       | V.                                                                                       | N.                                                                                       | D.                                                                                       | Pp.                                                                                      | Pc.                                                                                      | Performance        |
| Saison 2016 | Saison 2016 | 7e                                                                                       | 20                                                                                       | 23                                                                                       | 10                                                                                       | 0                                                                                        | 13                                                                                       | 499                                                                                      | 474                                                                                      | 7e                                                                                       | 7                                                                                        | 2                                                                                        | 0                                                                                        | 5                                                                                        | 104                                                                                      | 169                                                                                      | Quart de finale    |
| Année       | Année       | Saison régulière Super League                                                            | Saison régulière Super League                                                            | Saison régulière Super League                                                            | Saison régulière Super League                                                            | Saison régulière Super League                                                            | Saison régulière Super League                                                            | Saison régulière Super League                                                            | Saison régulière Super League                                                            | Super 8 Qualifiers Super League                                                          | Super 8 Qualifiers Super League                                                          | Super 8 Qualifiers Super League                                                          | Super 8 Qualifiers Super League                                                          | Super 8 Qualifiers Super League                                                          | Super 8 Qualifiers Super League                                                          | Super 8 Qualifiers Super League                                                          | Challenge Cup      |
| Année       | Année       | Class.                                                                                   | Points                                                                                   | MJ                                                                                       | V.                                                                                       | N.                                                                                       | D.                                                                                       | Pp.                                                                                      | Pc.                                                                                      | Perf.                                                                                    | MJ                                                                                       | V.                                                                                       | N.                                                                                       | D.                                                                                       | Pp.                                                                                      | Pc.                                                                                      | Performance        |
| Saison 2017 | Saison 2017 | 12e                                                                                      | 11                                                                                       | 23                                                                                       | 5                                                                                        | 1                                                                                        | 17                                                                                       | 359                                                                                      | 632                                                                                      | 2e                                                                                       | 7                                                                                        | 5                                                                                        | 0                                                                                        | 2                                                                                        | 188                                                                                      | 96                                                                                       | Huitième de finale |
| Année       | Année       | Saison régulière Super League                                                            | Saison régulière Super League                                                            | Saison régulière Super League                                                            | Saison régulière Super League                                                            | Saison régulière Super League                                                            | Saison régulière Super League                                                            | Saison régulière Super League                                                            | Saison régulière Super League                                                            | Super 8's Super League                                                                   | Super 8's Super League                                                                   | Super 8's Super League                                                                   | Super 8's Super League                                                                   | Super 8's Super League                                                                   | Super 8's Super League                                                                   | Super 8's Super League                                                                   | Challenge Cup      |
| Année       | Année       | Class.                                                                                   | Points                                                                                   | MJ                                                                                       | V.                                                                                       | N.                                                                                       | D.                                                                                       | Pp.                                                                                      | Pc.                                                                                      | Perf.                                                                                    | MJ                                                                                       | V.                                                                                       | N.                                                                                       | D.                                                                                       | Pp.                                                                                      | Pc.                                                                                      | Performance        |
| Saison 2018 | Saison 2018 | 12e                                                                                      | 6                                                                                        | 23                                                                                       | 3                                                                                        | 0                                                                                        | 20                                                                                       | 387                                                                                      | 653                                                                                      | 7e                                                                                       | 7                                                                                        | 1                                                                                        | 0                                                                                        | 6                                                                                        | 92                                                                                       | 173                                                                                      | Huitième de finale |
| Année       | Année       | Saison régulière Championship                                                            | Saison régulière Championship                                                            | Saison régulière Championship                                                            | Saison régulière Championship                                                            | Saison régulière Championship                                                            | Saison régulière Championship                                                            | Saison régulière Championship                                                            | Saison régulière Championship                                                            | Phase finale Championship                                                                | Phase finale Championship                                                                | Phase finale Championship                                                                | Phase finale Championship                                                                | Phase finale Championship                                                                | Phase finale Championship                                                                | Phase finale Championship                                                                | Challenge Cup      |
| Année       | Année       | Class.                                                                                   | Points                                                                                   | MJ                                                                                       | V.                                                                                       | N.                                                                                       | D.                                                                                       | Pp.                                                                                      | Pc.                                                                                      | Perf.                                                                                    | MJ                                                                                       | V.                                                                                       | N.                                                                                       | D.                                                                                       | Pp.                                                                                      | Pc.                                                                                      | Performance        |
| Saison 2019 | Saison 2019 | 11e                                                                                      | 16                                                                                       | 27                                                                                       | 14                                                                                       | 0                                                                                        | 13                                                                                       | 646                                                                                      | 586                                                                                      | Non qualifié                                                                             | -                                                                                        | -                                                                                        | -                                                                                        | -                                                                                        | -                                                                                        | -                                                                                        | Huitième de finale |
| Saison 2020 | Saison 2020 | Édition annulée et titre non décerné en raison de la Pandémie de Covid-19 au Royaume-Uni | Édition annulée et titre non décerné en raison de la Pandémie de Covid-19 au Royaume-Uni | Édition annulée et titre non décerné en raison de la Pandémie de Covid-19 au Royaume-Uni | Édition annulée et titre non décerné en raison de la Pandémie de Covid-19 au Royaume-Uni | Édition annulée et titre non décerné en raison de la Pandémie de Covid-19 au Royaume-Uni | Édition annulée et titre non décerné en raison de la Pandémie de Covid-19 au Royaume-Uni | Édition annulée et titre non décerné en raison de la Pandémie de Covid-19 au Royaume-Uni | Édition annulée et titre non décerné en raison de la Pandémie de Covid-19 au Royaume-Uni | Édition annulée et titre non décerné en raison de la Pandémie de Covid-19 au Royaume-Uni | Édition annulée et titre non décerné en raison de la Pandémie de Covid-19 au Royaume-Uni | Édition annulée et titre non décerné en raison de la Pandémie de Covid-19 au Royaume-Uni | Édition annulée et titre non décerné en raison de la Pandémie de Covid-19 au Royaume-Uni | Édition annulée et titre non décerné en raison de la Pandémie de Covid-19 au Royaume-Uni | Édition annulée et titre non décerné en raison de la Pandémie de Covid-19 au Royaume-Uni | Édition annulée et titre non décerné en raison de la Pandémie de Covid-19 au Royaume-Uni | Huitième de finale |
| Saison 2021 | Saison 2021 | 8e                                                                                       | 19                                                                                       | 21                                                                                       | 9                                                                                        | 1                                                                                        | 11                                                                                       | 494                                                                                      | 534                                                                                      | Non qualifié                                                                             | -                                                                                        | -                                                                                        | -                                                                                        | -                                                                                        | -                                                                                        | -                                                                                        | Huitième de finale |
| Saison 2022 | Saison 2022 | 8e                                                                                       | 24                                                                                       | 27                                                                                       | 12                                                                                       | 0                                                                                        | 15                                                                                       | 567                                                                                      | 679                                                                                      | Non qualifié                                                                             | -                                                                                        | -                                                                                        | -                                                                                        | -                                                                                        | -                                                                                        | -                                                                                        | 4e tour            |
| Saison 2023 | Saison 2023 | 9e                                                                                       | 26                                                                                       | 27                                                                                       | 13                                                                                       | 0                                                                                        | 14                                                                                       | 619                                                                                      | 654                                                                                      | Non qualifié                                                                             | -                                                                                        | -                                                                                        | -                                                                                        | -                                                                                        | -                                                                                        | -                                                                                        | 5e tour            |
| Saison 2024 | Saison 2024 | 5e                                                                                       | 26                                                                                       | 26                                                                                       | 14                                                                                       | 1                                                                                        | 11                                                                                       | 551                                                                                      | 475                                                                                      | 1er tour                                                                                 | 1                                                                                        | 0                                                                                        | 0                                                                                        | 1                                                                                        | 10                                                                                       | 27                                                                                       | 5e tour            |
| Saison 2025 | Saison 2025 | -                                                                                        | -                                                                                        | -                                                                                        | -                                                                                        | -                                                                                        | -                                                                                        | -                                                                                        | -                                                                                        |                                                                                          | -                                                                                        | -                                                                                        | -                                                                                        | -                                                                                        | -                                                                                        | -                                                                                        | Huitième de finale |

- Mise à jour le 28 décembre 2017.